# Dundahera
Dundahera is een census town in het district Gurgaon van de Indiase staat Haryana. 

## Demografie
Volgens de Indiase volkstelling van 2001 wonen er 10640 mensen in Dundahera, waarvan 59% mannelijk en 41% vrouwelijk is. De plaats heeft een alfabetiseringsgraad van 76%. 